# Ngũ lão
Ngũ lão Ngũ phương là năm vị thần hoặc các vị thần tiên của năm phương trên Thiên đình trong Đạo giáo và tín ngưỡng Trung Quốc
Ngũ lão ngũ phương gồm:
- Nam phương Nam cực Quan Âm: Mặc dù Quan Thế Âm là một Bồ tát trong Phật giáo nhưng cũng được Đạo giáo mượn để làm một vị thần tiên.
- Đông phương Sùng Ân thánh đế
- Tam đảo thập châu tiên ông Đông Hoa đại đế quân
- Bắc phương Bắc cực Huyền linh Đẩu Mẫu Nguyên quân
- Trung ương Hoàng cực Hoàng Giác đại tiên | Một phần của loạt bài về |
| Đạo giáo                 |
|                          |
| Học thuyết               |
| Nhân vật                 |
| Thần tiên                |
| Tông phái                |
| Điển tịch                |
| Động thiên phúc địa      |
| Khác                     |
| x t s                    |